# Кирибати
Кирибати или званично Република Кирибати (енгл. Republic of Kiribati, гилб. Ribaberiki Kiribati (у енглеском језику изговара се "Кирибас" због неуобичајене сибиларизације гласа "т" у глас "с" у гилберћанском језику која се ортографски записује као "t" - назив у српском је заснован на основу фонетског читања енглеске транскрипције.) острвска је држава смештена у централном делу Тихог океана. Кирибатска 33 атола се простиру на преко 1.351.000 km² у пределу око екватора. Припада земљама Комонвелта. Налази се око 4.000 km југозападно од Хаваја. Географски и геополитички држава припада групи острва која се називају Микронезија. 33 острва од којих су састављени Кирибати су подељена у три групе: Гилбертова острва, Феникс острва и Линијска острва. Сва су атоли, осим Банаба острва у Гилберт групи. Укупно их је 21 насељено. Највећи део становништва налази се на Гилберт острвима. Једино једно од Феникс и три од Линијских острва су стално насељени. Главни град Кирибата Јужна Тарава, где се налази административни центар. Између 1892. и 1900, Британска влада је направила од Гилберт острва њихов протекторат. Године 1916, острва су уступила свој номинални суверенитет и постала део колоније Острва Гилберт и Елис. Феникс и Линијска острва коначно су се придружила колонији, и Елис острва (данас Тувалу) отцепила. Године 1979, колонија је постала независна република Кирибати.

## Географија

### Положај
Кирибати имају укупну копнену површину од 811 km². Сва острва се протежу око 3.900 km од истока до запада. Од севера ка југу се протежу око 2.100 km, опкорачујући екватор. Киритимати (још се зову Божићно острво), једно од Линијских острва, заузима 609 km² и то је атол који има највећу копнену површину на свету. Ексклузивна економска зона (површина океана у којој управља рибарством и другим правима) покрива више од 3.000.000 km².

### Геологија и рељеф
Са изузетком Банабе, подигнута корална острва са максималном висином од 81 m, острва Кирибата су ниско положени атоли који се ретко дижу преко 4 m изнад нивоа мора. Ови атоли ће бити посебно осетљиви на поплаве, па чак и потопе ако се ниво мора подигне. Због овог разлога, Кирибати и друге нације које се налазе на Јужном Пацифику су изразиле забринутост око питања глобалног загревања, које би могло изазвати подизање морског нивоа.
Кирибати су готово потпуно окружени коралним гребенима, важном туристичком и рибарском ресурсу. Поморско рибарство се значајно повећало од 1980, међутим, гребени су оштећени рибарством. Приступ здравој води и хигијена је добра у градским подручјима, где станује око једна трећина становништва. Суше су трајан проблем.

### Клима
Кирибати имају топлу, влажну климу, са просечном температуром већом од 20 C°. Годишња висина падавина, које углавном падају између октобра и марта, варира од око 3.050 mm у северним острвима до трећину мање на јужним острвима. Јужна острва доживљавају учестале суше. Кирибати се налазе изван подручја циклона, и силовите олује су ретке.
| Клима Тараве                                  | Клима Тараве | Клима Тараве | Клима Тараве | Клима Тараве | Клима Тараве | Клима Тараве | Клима Тараве | Клима Тараве | Клима Тараве | Клима Тараве | Клима Тараве | Клима Тараве | Клима Тараве  |
| Показатељ \ Месец                             | .Јан.        | .Феб.        | .Мар.        | .Апр.        | .Мај.        | .Јун.        | .Јул.        | .Авг.        | .Сеп.        | .Окт.        | .Нов.        | .Дец.        | .Год.         |
| --------------------------------------------- | ------------ | ------------ | ------------ | ------------ | ------------ | ------------ | ------------ | ------------ | ------------ | ------------ | ------------ | ------------ | ------------- |
| Максимум, °C (°F)                             | 31,3 (88,4)  | 31,3 (88,3)  | 31,3 (88,3)  | 31,4 (88,6)  | 31,4 (88,5)  | 31,5 (88,7)  | 31,6 (88,9)  | 31,6 (88,8)  | 31,4 (88,6)  | 31,8 (89,2)  | 31,7 (89,1)  | 31,5 (88,7)  | 31,4 (88,6)   |
| Минимум, °C (°F)                              | 24,5 (76,1)  | 25 (77,0)    | 25,3 (77,5)  | 25,4 (77,7)  | 25,7 (78,2)  | 25,5 (77,9)  | 25,6 (78,1)  | 25,7 (78,2)  | 25,7 (78,3)  | 25,5 (77,9)  | 25,4 (77,7)  | 25,1 (77,2)  | 25,3 (77,5)   |
| Количина падавина, mm (in)                    | 220 (8,66)   | 180 (7,09)   | 180 (7,09)   | 190 (7,48)   | 170 (6,69)   | 160 (6,3)    | 160 (6,3)    | 160 (6,3)    | 120 (4,72)   | 140 (5,51)   | 120 (4,72)   | 220 (8,66)   | 2,020 (79,53) |
| Извор: Pacific Climate Change Science Program |              |              |              |              |              |              |              |              |              |              |              |              |               |

### Флора и фауна
Пешчано тло Кирибата ограничава биљни свет. Главне биљне врсте укључују Кокосову палму, заврнути бор (Pandanus) и стреласт корен. Киша скупљена у разводним системима је главни извор неслане воде. Поморски живот успева у водама које окружују Кирибате. Острва су станиште бројним врстама инсеката. Други животињски живот садржи углавном врсте познате људима који ту живе.

## Историја

### Колонијална ера
Случајне посете европских бродова су се дешавале у 17. и 18. веку, док су ти бродови покушавали да оплове око света, или су трагали за пловним рутама од југа до севера Тихог океана. Пролазна трговина, ловљење китова, и радни бродови повезани са трговином робљем посећивали су острва у великим бројевима током 19. века, што је имало социјалне, економске, политичке, верске и културне последице.
Узгредна трговина довела је до спорадичног настањивања европских, кинеских, самоанских и других становника након 1830-их: тиме су обухваћени обалски сакупљачи, бродоломци, трговци и мисионари. Године 1892, локалне власти (uea, поглавар из Гилбертове групе, и atun te boti или поглавар клана) са сваког од Гилбертових острва прихватили су предлог капетана Дејвиса из Краљевске морнарице којим је ова област проглашена делом британског протектората, заједно са оближњим острвима Тувалу. Њима је управљао резидентни комесар са седиштем у Бутаритарију (1893–95), Тарави (1896–1908) и Банаби (1908–1941), који је био под контролом Високе комисије Западног Пацифика са седиштем на Фиџију. Банаба, Европљанима позната као Океанско острво, додата је у протекторат 1900. године.
Понашање В. Телфер Кампбела, сталног комесара у Гилбертсу од 1896. до 1908, критиковано је због његовог законодавног, судског и административног управљања (укључујући наводе о принудном раду на који су принуђивани оствљани) и постало је предмет извештаја Артура Махафија из 1909. године. Године 1913. анонимни дописник листа The New Age описао је лоше управљање В. Телфер Камбела и довео у питање пристрасност Артура Махафија, јер је он био бивши колонијални званичник у Гилбертсу. Анонимни дописник такође је критиковао пословање Пацифичке фосфатне компаније на Океанском острву.

## Становништво
Популација Кирибата је процењена на 103.092 становника у јулу 2005, дајући држави густину насељености од 127,1 становника по km². Већина становништва Микронезијског порекла још познатог као И-Кирибати. Такође, постоје веома мањине Полинежана и народа који нису пореклом са Пацифика. Службени језик је енглески. Много становника говори још и матерњим домородачким језиком који се назива гилбертански. Хришћанство преовлађује у Кирибатима: око пола становништва су римокатолици и око 40% протестанти. Постоје мале групе суботара, бахаја и мормона.

## Домаћи називи
За део државе Кирибати који енглези зову Линијска Острва постоји домаћи назив „Острва Средњи полинезијски споради“, те инострани назив „Екваторска острва“.